# العلاقات الزامبية الكوستاريكية
العلاقات الزامبية الكوستاريكية هي العلاقات الثنائية التي تجمع بين زامبيا وكوستاريكا.

## مقارنة بين البلدين
هذه مقارنة عامة ومرجعية للدولتين:
| وجه المقارنة                                              | زامبيا                         | كوستاريكا                                 |
| --------------------------------------------------------- | ------------------------------ | ----------------------------------------- |
| المساحة (كم2)                                             | 752.62 ألف                     | 51.10 ألف                                 |
| عدد السكان (نسمة)                                         | 17.09 مليون                    | 4.91 مليون                                |
| الكثافة السكانية (ن./كم²)                                 | 22.71                          | 96.09                                     |
| العاصمة                                                   | لوساكا                         | سان خوسيه                                 |
| اللغة الرسمية                                             | لغة إنجليزية                   | اللغة الإسبانية                           |
| العملة                                                    | كواشا زامبي، كواشا زامبي قديم ‏ | كولون كوستاريكي                           |
| الناتج المحلي الإجمالي (بليون دولار)                      | 25.81 مليار                    | 57.06 مليار                               |
| الناتج المحلي الإجمالي (تعادل القوة الشرائية) بليون دولار | 62.18 مليار                    | 74.98 مليار                               |
| الناتج المحلي الإجمالي الاسمي للفرد دولار أمريكي          | 1.30 ألف                       | 11.26 ألف                                 |
| الناتج المحلي الإجمالي للفرد دولار أمريكي                 | 3.90 ألف                       | 14.92 ألف                                 |
| مؤشر التنمية البشرية                                      | 0.586                          | 0.766                                     |
| رمز المكالمات الدولي                                      | +260                           | +506                                      |
| رمز الإنترنت                                              | .zm                            | .cr، قائمة نطاقات المستوى الأعلى للإنترنت |
| المنطقة الزمنية                                           | ت ع م+02:00                    | 00                                        |

## منظمات دولية مشتركة
يشترك البلدان في عضوية مجموعة من المنظمات الدولية، منها:
| علم المنظمة | اسم المنظمة                               | تاريخ انضمام زامبيا | تاريخ انضمام كوستاريكا |
| ----------- | ----------------------------------------- | ------------------- | ---------------------- |
|             | الاتحاد البريدي العالمي                   | ?                   | ?                      |
|             | يونسكو                                    | 9 نوفمبر 1964       | 19 مايو 1950           |
|             | البنك الدولي للإنشاء والتعمير             | 23 سبتمبر 1965      | 8 يناير 1946           |
|             | منظمة التجارة العالمية                    | ?                   | ?                      |
|             | وكالة ضمان الاستثمار متعدد الأطراف        | 6 يونيو 1988        | 8 فبراير 1994          |
|             | الاتحاد الدولي للاتصالات                  | 23 أغسطس 1965       | 13 سبتمبر 1932         |
|             | منظمة الشرطة الجنائية الدولية             | ?                   | ?                      |
|             | مؤسسة التمويل الدولية                     | 23 سبتمبر 1965      | 20 يوليو 1956          |
|             | الأمم المتحدة                             | 1 ديسمبر 1964       | 2 نوفمبر 1945          |
|             | مؤسسة التنمية الدولية                     | 23 سبتمبر 1965      | 30 يونيو 1961          |
|             | منظمة حظر الأسلحة الكيميائية              | ?                   | ?                      |
|             | المركز الدولي لتسوية المنازعات الاستشارية | 17 يوليو 1970       | 27 مايو 1993           |

## وصلات خارجية
- موقع وزارة الخارجية الكوستاريكية